# Устиянович, Иосиф
Иосиф Устиянович (укр. Осип Устиянович, годы рождения и смерти — неизвестны) — западноукраинский политический деятель первой четверти XX века.
Железнодорожник. Член Украинской социал-демократической партии.
В 1918 вошел в состав Временного организационного комитета УСДП, целью которого было восстановление деятельности партии, фактически приостановленной в годы Первой мировой войны.
Делегат от Галичины на съезде железнодорожников Австрии (сентябрь 1918). В конце 1918 избран от г. Станислава (ныне Ивано-Франковск) в Украинскую Национальную Раду Западно-Украинской Народной Республики — Западные области Украинской Народной Республики (ЗУНР-ЗОУНР) (1918—1919).
Входил в состав секретариата Украинской Национальной Рады,  выполнявшей функции коллективного президента ЗУНР, член комиссий общественной опеки и коммуникаций.
Один из организаторов и лидеров Крестьянско-рабочего союза, ответственный редактор его печатного органа — газеты «Республиканець» (февраль-май 1919).
В мае 1919 председательствовал на областной конференции украинских железнодорожников в Станиславе. В апреле-августе 1920 — член Галицкого организационного комитета КП(б)У. С 9 августа 1920 — председатель уездного ревкома в Залещиках, сотрудник секретариата Галицийского ревкома.
Пытался привлечь к сотрудничеству с советской властью авторитетных местных общественных деятелей, за что был подвергнут критике председателем Галицийского ревкома В. Затонским.
4 сентября 1920 назначен временно исполняющим обязанности коменданта Галревкома.
Дальнейшая его судьба неизвестна.